# Ransäters kyrka
Ransäters kyrka är en kyrkobyggnad i Ransäter i Värmland och är en av församlingskyrkorna i Forshaga-Munkfors församling i Karlstads stift.
Kyrkan är byggd i trä och invigdes kyndelsmässodagen 1986. Den efterliknar till det yttre Ransäters gamla kyrka från 1672 som uppfördes på initiativ av brukspatronen Johan Börjesson Carlberg, vilken brann ner den 6 december 1983, men är något mindre än denna. Den nya kyrkan ritades av Jerk Alton och har målningar av Sven-Bertil Svensson.
På kyrkogården utanför kyrkan ligger bland andra politikern Tage Erlander och hans hustru Aina begravda.

## Orgeln
Orgeln är byggd 1988 av Grönlunds orgelbyggeri.
| Man I. Huvudverk | Man II. Svällverk | Pedal           | Koppel |
| ---------------- | ----------------- | --------------- | ------ |
| Kvintadena 16'   | Gedackt 8'        | Subbas 16'      | II/I   |
| Principal 8'     | Fugara 8'         | Principal 8'    | II/P   |
| Rörflöjt 8'      | Voix céleste 8'   | Gedackt 8'      | I/P    |
| Oktava 4'        | Principal 4'      | Oktava 4'       |        |
| Spetsflöjt 4'    | Traversflöjt 4'   | Rauschkvint III |        |
| Oktava 2'        | Kvinta 2 2/3'     | Fagott 16'      |        |
| Mixtur IV        | Svegel 2'         | Skalmeja 4'     |        |
| Cornett V        | Ters 1 3/5        |                 |        |
| Trumpet 8'       | Scharf III        |                 |        |
|                  | Krumhorn 8'       |                 |        |
|                  | Tremulant         |                 |        |

## Bilder

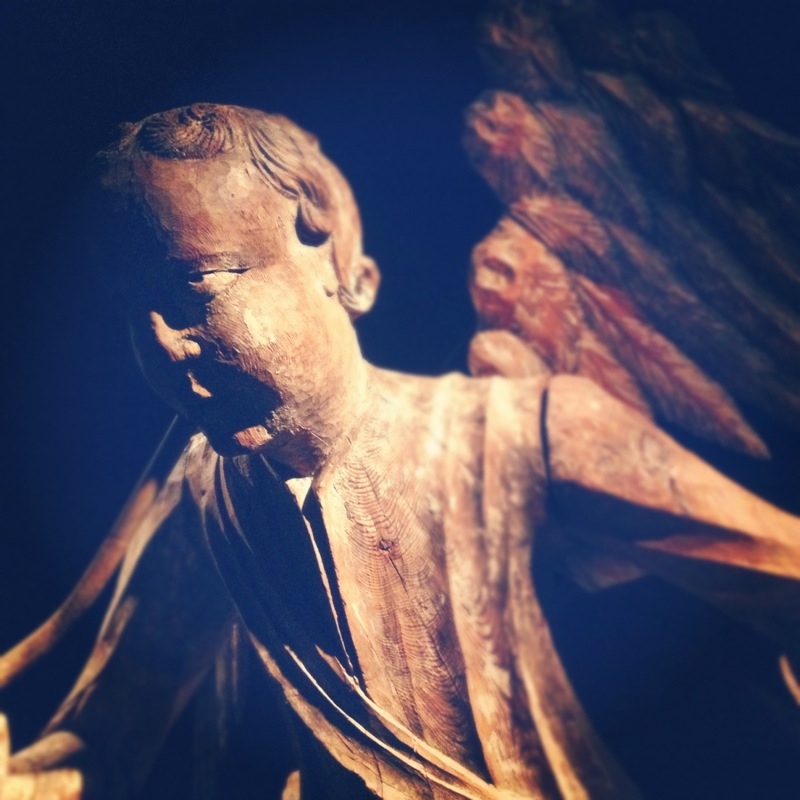
Basunängel (1800-tal) från Ransäters kyrka. Nu på Värmlands Museum.
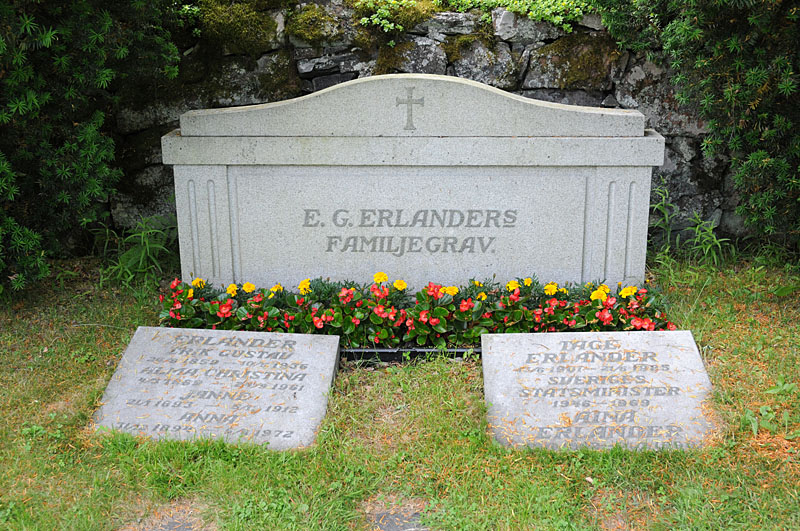
Aina och Tage Elanders grav